# 帕迪亚龙属
帕迪亚龙属（属名：Padillasaurus）是巨龙形类蜥脚类恐龙的一個属，化石發現於哥伦比亚早白垩世（巴列姆阶）帕哈组，模式种兼唯一种莱瓦帕迪亚龙（Padillasaurus leivaensis）所知于部分单个中轴骨。最初描述成腕龙科时，曾被视为首个经过描述及命名的南美腕龙科，在这之前，该大陆上唯一已知的腕龙科材料皆非常零散且来自侏罗纪，然而，近期一项研究发现它是种基干多孔椎龙类。

## 发现
帕迪亚龙化石由当地农民于20世纪90年代在莱瓦镇东北里考尔特的一个石灰岩结核中发现。确切发现地尚不清楚，但该化石所在的岩石基质中含有菊石化石，现已归入盔形格氏菊石（Gerharditia galeatoides）及弛菊石未定种，表明其产自约1.3亿年前巴列姆阶晚期的中帕哈组。该化石由躯干、骶骨及尾部椎骨组成，被认为来自同一个体，目前为该属的正模标本，编号是JACVM 0001，包括一节后段背椎、最后两节骶椎和前八节尾椎（人字骨缺失），其中骶椎被确定为第四及第五节椎骨。该化石由农民捐赠成为蒙基社区行动委员会（Junta de Acción Comunal de la Vereda de Monquirá）博物馆的藏品。帕迪亚龙由何塞·卡巴利多（José L. Carballido）、迭戈·保罗（Diego Pol）、玛丽·帕拉·罗格（Mary L. Parra Ruge）、圣·帕迪亚·博纳（Santiago Padilla Bernal）、玛丽亚·帕拉莫－丰塞卡（María E. Páramo-Fonseca）和费尔南多·埃塔约－塞纳（Fernando Etayo-Serna）于2015年描述并命名，属名致敬哥伦比亚莱瓦镇古生物研究中心（Centro de Investigaciones Paleontológicas）的创始人卡洛斯·伯纳多·帕迪亚（Carlos Bernardo Padilla），种名取自正模标本发现地附近的莱瓦镇。作者认为，帕迪亚龙是南美白垩纪腕龙科的第一个记录，而该时期以前的发现仅分布于北美。虽然已知侏罗纪的阿根廷巴塔哥尼亚可能存在零散腕龙科残骸，但帕迪亚龙是第一个正式命名的南美腕龙科成员，也是冈瓦纳古陆最新发现的腕龙科。

## 描述
帕迪亚龙是种中型巨龙形类。由于仅发现少量遗骸，所以很难确定它的体型，但有可能长16至18米（52至59英尺）、重约10 t（9.8 long ton；11 short ton）。
本属可根据尾椎略向两侧扩张且拥有分叉侧突区别于其它巨龙形类。该物种拥有典型的原始巨龙形类特征：椎骨呈后凹形（即前端突出、后端凹陷），边缘有大型双凹形气腔化突起连接至由数个空腔组成的椎体中空内部；神经棘在后突和椎体之间有一层额外的椎板；前段尾椎从前到后变平或轻微变凹，反之亦然；神经弓的位置相对靠前；关节面和椎体突起之间有很长的嵴；侧突后向倾斜，下端突出；尾椎高度等于其宽度的一半。

## 种系发生学
帕迪亚龙最初根据骨骼形态而归入腕龙科。骶椎拥有空腔，但未与椎骨中空内部连接，因此没有真正的侧凹，该特征将其与腕龙科联系起来。分支系统学分析无法确定帕迪亚龙与其它属的确切关系，但发现帕迪亚龙、阿比杜斯龙、腕龙和长颈巨龙等基群形成多分支，而雪松龙和毒瘾龙偶然被恢复为姐妹群。与北美白垩纪腕龙科略微前倾尾椎棘突，帕迪亚龙的尾椎棘突向后倾斜。
卡巴利多等人2015年的分支图如下：
|  | 帕迪亚龙 Padillasaurus                                                      |
|  |                                                                             |
|  | 腕龙 Brachiosaurus                                                          |
|  |                                                                             |
|  | 阿比杜斯龙 Abydosaurus                                                      |
|  |                                                                             |
|  | 长颈巨龙 Giraffatitan                                                       |
|  |                                                                             |
|  | \| \| 毒瘾龙 Venenosaurus \| \| \| \| \| \| 雪松龙 Cedarosaurus \| \| \| \| |
|  |                                                                             |
|  | 毒瘾龙 Venenosaurus                                                         |
|  |                                                                             |
|  | 雪松龙 Cedarosaurus                                                         |
|  |                                                                             |

|  | 毒瘾龙 Venenosaurus |
|  |                     |
|  | 雪松龙 Cedarosaurus |
|  |                     |

2017年，一项研究得出结论称帕迪亚龙不属于腕龙科，而是多孔椎龙类的基干成员。